# Blondes Have More Fun
Blondes Have More Fun è il nono album di Rod Stewart, pubblicato nel 1978 dalla Warner Bros. che ha raggiunto la prima posizione nella Billboard 200 per tre settimane, in Australia per sei settimane, in Nuova Zelanda e Svezia, la seconda in Norvegia, la terza in Olanda e la decima in Austria.

## Tracce
1. Da Ya Think I'm Sexy? – 5:31 (Rod Stewart, Carmine Appice)
2. Dirty Weekend – 2:36 (R.Stewart, Gary Grainger)
3. Ain't Love a Bitch – 4:39 (R.Stewart, G.Grainger)
4. The Best Days of My Life – 4:21 (R.Stewart, Jim Cregan)
5. Is That the Thanks I Get? – 4:32 (R.Stewart, J.Cregan)
6. Attractive Female Wanted – 4:17 (R.Stewart, G.GGrainger)
7. Blondes (Have More Fun) – 3:46 (R.Stewart, J.Cregan)
8. Last Summer – 4:05 (R.Stewart, J.Cregan)
9. Standin' in the Shadows of Love – 4:28 (Lamont Dozier, Eddie Holland, Brian Holland)
10. Scarred and Scared – 4:54 (R.Stewart, G.GGrainger)

## Formazione
- Jim Cregan - chitarra
- Gary Grainger - chitarra
- Billy Peek - chitarra
- Fred Tackett - chitarra
- Duane Hitchings - tastiere, sintetizzatore
- Nicky Hopkins - piano
- Philip Chen - basso
- Carmine Appice - batteria
- Roger Bethelmy - batteria
- Gary Herbig - flauto
- Phil Kenzie - fiati
- Steve Madaio - tromba
- Tom Scott - sax tenore
- Paulinho Da Costa - percussioni
- Tom Vig - percussioni
- Catherine Allison - piano
- Del Newman - arrangiamento archi

## Classifiche

### Classifiche settimanali
| Classifica (1978/79) | Posizione massima |
| -------------------- | ----------------- |
| Australia            | 1                 |
| Austria              | 10                |
| Canada               | 1                 |
| Francia              | 2                 |
| Germania             | 9                 |
| Italia               | 4                 |
| Norvegia             | 2                 |
| Nuova Zelanda        | 1                 |
| Paesi Bassi          | 3                 |
| Regno Unito          | 3                 |
| Spagna               | 1                 |
| Stati Uniti          | 1                 |
| Svezia               | 1                 |

### Classifiche di fine anno
| Classifica (1979) | Posizione |
| ----------------- | --------- |
| Australia         | 4         |
| Austria           | 22        |
| Canada            | 10        |
| Germania          | 48        |
| Italia            | 20        |
| Nuova Zelanda     | 8         |
| Paesi Bassi       | 34        |
| Regno Unito       | 48        |
| Stati Uniti       | 10        |